# Stade Robert-Bobin
Le stade Robert-Bobin est un stade omnisports situé dans la commune de Bondoufle au croisement de la Francilienne et de l'A6, limitrophe d'Évry, dans le département de l'Essonne. Le stade porte le nom de Robert Bobin, ancien athlète international français, directeur technique national, puis président de la FFA. Il accueille les matchs de la section féminines du FC Fleury 91, ainsi que des matchs de Coupe de France en tant que stade de repli pour des clubs de l'Essonne aux stades non homologués.
Le stade, comprenant une piste d'athlétisme, un terrain de football et de rugby, est le sixième plus grand stade d'Île-de-France après le Stade de France à Saint-Denis, le Parc des Princes à Paris, la Paris La Défense Arena à Nanterre, le Stade Jean-Bouin et le Stade Charléty, tous deux également à Paris.

## Historique
Construit en 1993 pour accueillir les épreuves d'athlétisme des Jeux de la Francophonie de 1994, le stade Robert-Bobin, du nom de l'athlète français spécialiste du triple saut, devenu ensuite dirigeant sportif, est doté alors d'une capacité de 18 850 places assises, dont 4 500 couvertes, pouvant se porter au total à 21 500 places.
Dans les années 90, le stade a accueilli plusieurs rencontres de football américain, avec le 26 juin 1994, la finale du Casque de Diamant (championnat de France de football américain D1), qui couronna les Sphinx (Argonautes défaits 28 - 22), ainsi que le 18 juin 1995, la finale du championnat de France de football américain D2 de 1995 qui opposait l'Iron Mask de Cannes aux Templiers d'Élancourt et qui vit la victoire des Cannois.
Mais le stade, qui était voué à accueillir de grandes compétitions et un grand club professionnel, est un échec, devenant une destination pour les écoles et le sport amateur. Il accueille l'AS Évry pour la saison 1999-2000, ainsi que plusieurs rencontres d'athlétisme, de football (notamment des matchs amicaux de pré-saison du Paris SG), de rugby à XV, de football américain (lors des matchs importants de l'équipe des Corsaires d'Évry) et de tir à l’arc, mais souvent, sauf exception, sans grande affluence.
Parmi les rares réussites du stade figure, le 24 juillet 2004, la réception par le PSG de la Juventus Turin dans un stade Robert-Bobin comble, environ 18 500 spectateurs présents, pour son dernier match de pré-saison. La Juve l'emporte 1-0 sur un but de Zalayeta.  
Dans les années 2010, le stade accueille quelques clubs résidents notamment le FCF Juvisy Essonne, club de première division féminine (devenu par la suite la section féminine du Paris FC), depuis la saison 2013-2014, ou encore le FC Fleury 91, club de National 2, de 2016 à 2020, date de la création du nouveau stade Stade Walter-Felder à Fleury-Mérogis.
Accueillant régulièrement des rencontres autour de seulement 500 à 1 000 spectateurs, le département de l'Essonne veut repositionner le stade Robert-Bobin. Ainsi, il doit devenir dans les années 2020 le « lieu du sport de l'Essonne » en étant possiblement un des équipements du « cluster Grand Paris Sport ». Le stade aura ainsi pour vocation à accueillir plusieurs disciplines, de grands événements, mais aussi les fédérations sportives pour leurs activités quotidiennes.
Après avoir annoncé début mars 2025 qu'elle disputerait ses matchs à domicile au stade Bauer de Saint-Ouen, la franchise française de football américain des Mousquetaires de Paris annonce fin avril qu'elle évoluera désormais au stade Robert-Bobin de Bondoufle.

## Rencontres accueillies
Le stade Robert-Bobin voit la victoire en 16e de finale de la Coupe de France 2006 du Calais RUFC face à Sainte-Geneviève Sports 1-0.
Il a accueilli la finale du Challenge de France féminin 2009-2010 entre le PSG et Montpellier (victoire 5-0 des franciliennes), devant 4 200 spectateurs.
Lors de la saison 2010-2011, le Juvisy FCF y joue ses matches à domicile. Le 21 mai 2011, le stade accueille les championnats de France interclubs d'athlétisme qui voient la victoire de l'Entente Franconville Césame Val-d'Oise devant le Club athlétique de Montreuil 93.
Le 21 avril 2013, le FCF Juvisy accueille l'Olympique lyonnais à Robert-Bobin en demi-finale retour de Ligue des champions féminine,. Devant 11 612 spectateurs, Lyon écrase les essonniennes 6 buts à 1. 
Le Football Club Fleury 91 y accueille le Stade brestois 29 en 32e de finale de la Coupe de France de football 2016-2017.
Le 5 janvier 2020, le stade accueille la rencontre ESA Linas-Montlhery - Paris Saint-Germain en 32e de finale de la Coupe de France de football, devant plus de 15 000 spectateurs. Le Paris Saint-Germain s'impose 0-6 avec notamment un doublé de l'attaquant uruguayen Edinson Cavani. 

## Matchs internationaux
Le 4 juin 2006, l'équipe de Côte d'Ivoire y affronte la Slovénie en match de préparation à la Coupe du monde en Allemagne. Les Ivoiriens s'imposent 3-0.
Le 26 mars 2008 a eu lieu le match amical Tunisie - Côte d'Ivoire, la Tunisie gagna 2-0 à l'issue d'un match assez équilibré entre les deux protagonistes.
Le 11 février 2009, le stade a également accueilli un match amical préparatoire au second tour des éliminatoires de la Coupe d'Afrique des nations de football et du Mondial 2010, entre le Cameroun et la Guinée
Le 20 septembre 2013, l'équipe de France féminine de football accueille à Bondoufle la République Tchèque. Match qui se solde d'une victoire française 2-0 devant 5 178 spectateurs.
Le 14 novembre 2016, le stade Robert-Bobin accueille un match amical entre l'équipe de France espoirs de football et l'Angleterre.
Le 7 juin 2019, le stade accueille un match amical de préparation en vue de la Coupe d'Afrique des nations de football entre le Kenya et Madagascar.